# Xiphophorus couchianus
El platyfish de Monterrey (Xiphophorus couchianus) és una espècie de peix d'aigua dolça de la família Poecilidae de l'odre dels Cyprinodontiformes. És natiu de la zona de Monterrey, a Mèxic.
La UICN ha determinat que l'espècie està en perill crític des de 1996. Aproximadament, s'ha calculat que no queden més de 250 individus d'aquesta espècie, i que està disminuint molt ràpidament, a part que es troben localitzats en una àrea molt petita. La seva esperança de vida és de 2-3 anys.

## Morfologia
Pel que fa a la morfologia del X.couchianus presenta un cos curt, amb un llom convex, el cap petit i escates molt grans. Té un color marronós, i a cada escata hi té una taca de color cafè amb una banda lateral més fosca. L'aleta dorsal és més llarga que alta i s'inserta a prop de la base de la caudal. Per contra, l'aleta anal és contrària a la seva porció final i les pectorals, no arriben fins a les pèlviques. El color de les aletes és un color pàl·lid, excepte la dorsal, que té taques negres.
En segon lloc, pel que fa a la seva mida, el mascle pot arribar a mesurar uns 5’5cm, i la femella arriba fins a 7cm. Algunes de les diferències que ens permeten diferenciar entre mascles i femelles, a part de la mida, és que les femelles tenen un ventre una mica més rodó, i que l'aleta anal del mascle s'ha transformat en el gonopodi, és a dir, l'òrgan copulador masculí.

## Alimentació
Aquesta espècie és omnívora, amb especial preferència pels aliments vegetals. Tot i així, és capaç d'acceptar fàcilment qualsevol tipus d'aliment, des d'escates d'altres peixos, aliments vius, etc.

## Hàbitat
Es troba en aigües quietes i clares, però sobretot a zones d'ombra. Es troba als afluents dels rius, a unes profunditats de 0,6 m aproximadament, i no es sol trobar als canals principals dels rius. També és important destacar que viuran en rius amb una abundant vegetació i que com hem dit, no hi hagi gaires corrents, o siguin molt moderades.

## Distribució geogràfica
És original de Mèxic, del vessant de l'Atlàntic. Viu en els naixements dels rius San Juan, i a la conca del riu Bravo a Nuevo León.

## Reproducció
És una espècie ovovivípar, ja que la femella guarda l'esperma del mascle en el seu interior, i quan ella ho creu adequat l'utilitza per fecundar un òvul i es forma el zigot. A més a més, per més d'un zigot es pot utilitzar una única bossa d'esperma, així doncs, és una manera d'optimitzar la fecundació externa que fan altres peixos.
La gestació dura unes 4-5 setmanes, depenent de la femella, les hores de llum, l'alimentació i altres paràmetres. Els embrions que neixen mesuren uns 5mm i de seguida que neixen ja son independents, ja que els progenitors no se’n cuiden.
És una espècie on les femelles són molt fèrtils, i poden donar llum a unes 50-100 cries. És per això que convé tenir més femelles que mascles, ja que amb pocs mascles es poden embarassar a moltes femelles i obtenir molta descendència, per tal d'assegurar la supervivència de l'espècie.
Aquesta espècie es pot reproduir amb Xiphophorus maculatus donant lloc a peixos fèrtils, igual que quan es reprodueix amb Xiphophorus helleri.

## Altres característiques

### Comportament
És un peix pacífic i una mica tímid respecte altres peixos. Els mascles poden arribar a ser una mica territorials però sense implicar conseqüències majors, i les femelles, en alguna ocasió es poden posar en alguna trifurca degut a la posició jeràrquica.

### Relacions amb altres espècies
És un peix capaç d'estar en un aquari comunitari que estigui poblat per altres espècies a la vegada. És recomanable mantenir la proporció major de femelles que de mascles, i també és important no barrejar-lo amb peixos arc iris, ja que els poden intimidar.

### Aigua
Si es vol cuidar a casa, es recomana utilitzar aigua de duresa mitjana i lleugerament alcalina. És aconsellable afegir 1g/sal per litre d'aigua, ja que és un peix originari d'aquest tipus d'aigües. Té una adaptabilitat excelent a diferents característiques, sempre que es mantinguin constants.

### pH i temperatura
El pH adequat on viure és ena aquelles aigües que es troben entre 7 i 8, i a una temperatura aproximada de 22-28 °C.